# 花大
花大（?—?），兀良哈氏，明代漠南蒙古部落首领。先祖是成吉思汗的四獒者勒蔑，朵颜卫都督花当孙，把伴之子。因居住在原泰宁卫牧地，被看作是泰宁卫領主。
花大开始居住在义州（今辽宁省义县）塞北。他娶内喀尔喀领主虎喇哈赤的女儿为妻，经常和虎喇哈赤、速把亥父子配合，袭扰明朝辽东。万历元年（1573年）至万历三年（1575年），他在其堂兄朵颜卫首领董狐狸之后，拥兵到长城前，向明朝索赏。万历十年（1582年），帮助速把亥攻打明朝镇夷堡（今辽宁义县东北），明军将领李平胡射死速把亥。花大冒死夺下速把亥尸体，安葬在塔毋户渡，守护其墓。万历十一年（1583年），花大与速把亥的弟弟炒花、儿子卜言把都儿率兵立誓为速把亥复仇，进军辽河，攻进清细河（今辽宁西河），在镇静堡（在今辽宁北镇之北）与明军激战，结果被明军击败，花大负重伤，逃回草原。万历十三年（1585年），花大与以儿邓等率兵渡过辽河，又被辽东总兵李成梁、辽东巡抚李松击败，被斩杀800余级。万历十四年（1586年），联合炒花、卜言把都儿与察哈尔部共3万人马，进攻辽阳，又被李成梁击败，损失了900余人。万历二十二年（1594年），花大联合炒花、卜言把都儿、暖兔、伯言儿等，分兵进攻义州，花大至镇静堡以东，见明军严整，于是北撤。伯言儿、卜言把都儿在镇武堡（在今辽宁盘山县东北）战死。万历二十四年（1596年），派遣弟弟孝儿向明朝请求开放马市，立誓为明朝保卫边塞。